# Вольпи, Элиа
Элиа Вольпи (итал. Elia Volpi; 25 марта 1858, Читта-ди-Кастелло, Умбрия — 27 ноября 1938, Флоренция) — итальянский живописец, коллекционер, антиквар и реставратор произведений искусства. Известен тем, что создал художественный музей эпохи Средневековья и Возрождения в Палаццо Даванцати во Флоренции.

## Биография

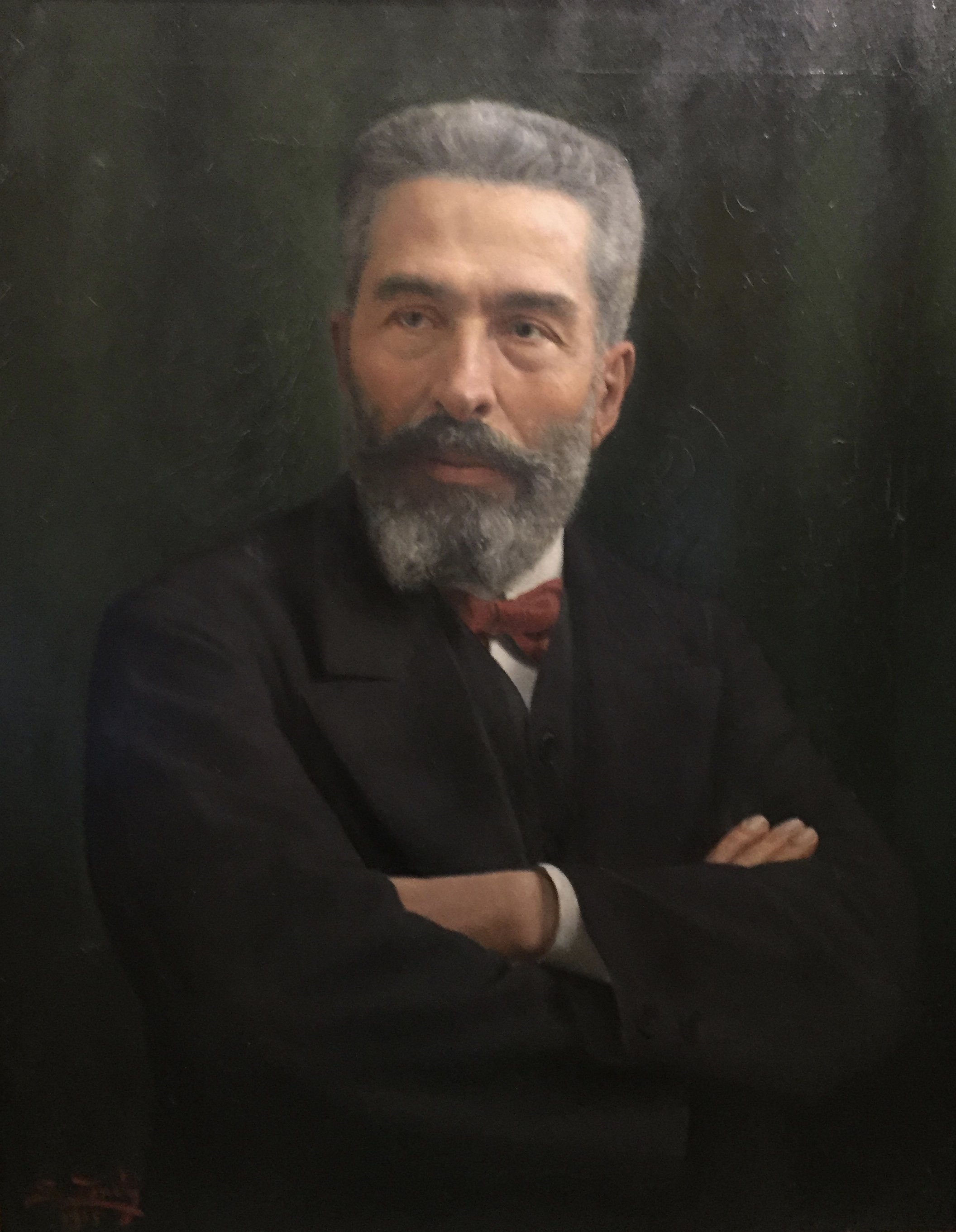
Дзанки С. Портрет Элиа Вольпи. 1915. Холст, масло. Частное собрание

После достаточно успешной деятельности живописца и прибыльной практики коллекционера в 1904 году Вольпи по примеру антиквара Стефано Бардини приобрел исторический флорентийский дворец — Палаццо Даванцати. Он отреставрировал здание и обставил его мебелью XIV—XV века, сделав его престижным местом своей коммерческой деятельности, которой в то время не мог похвастаться ни один другой антиквар в Европе.
В 1910 году Вольпи впервые открыл для публики частный «Музей старого флорентийского дома» (Museo della Casa Fiorentina antica). Он сразу же полюбился иностранным путешественникам, которые посещали его, чтобы почерпнуть идеи для меблировки собственных домов. В 1907 году он также приобрёл Палаццо Вителли-алла-Канноньера XVI века в Читта-ди-Кастелло, который позже подарил муниципалитету, чтобы разместить в здании Художественную галерею.
В 1916 году Элиа Вольпи организовал памятный аукцион в Нью-Йорке, на котором продал всю мебель флорентийского дворца, получив огромную по тем временам сумму в один миллион долларов. В 1920 году дом был заново обставлен, а в 1924 году мебель снова продана, но на этот раз она не была потеряна, а приобретена египетскими антикварами Витале и Леопольдо Бенгуджатами, которые также арендовали, а в 1926 году приобрели здание.
В 1927 году во Флоренции разразился скандал с обнаруженными подделками скульптур Альсео Доссены, выдаваемых за работы самых известных имён эпохи Возрождения, в котором оказался замешан и Вольпи, из-за чего он подвергся жёсткой опале, но компенсировал финансовые потери всем обманутым клиентам.
В 1934 году обстановка Палаццо Даванцати была продана на аукционе и приобретена Испанской художественной галереей. Лишь в 1951 году дворец отошёл в собственность итальянского государства.